# دنی، قهرمان جهان

جلد فرانسوی کتاب

دنی، قهرمان جهان (به انگلیسی: Danny, the Champion of the World) داستان کودکان نوشته رولد دال، نویسنده انگلیسی در سال ۱۹۷۵ است. این کتاب به زبان فارسی نیز ترجمه شده‌است.«دنی، قهرمان جهان»، تنها کتاب رولد دال است که آن را براساس تجربه‌ی شخصی‌اش نوشته است. وقتی او در باکینگهم‌شایر زندگی می‌کرد، با مردی به اسم کلود آشنا شد که در قصابی دهکده کار می‌کرد. کلود شیفته‌ی شکار قاچاق بود و آن دو گاهی در تاریکی شب به بیشه‌های محلی می‌رفتند و قرقاول شکار می‌کردند. رولد دال هیچ وقت حتی یک قرقاول هم نگرفت، اما از هیجان این کار لذت می‌برد. بچه‌های دال هم مثل دنی، وقتی کم سن و سال بودند، رانندگی یاد گرفتند. او به دخترش افلیا، وقتی فقط ده سال داشت، رانندگی یاد داد! دال، کاراوان توی این داستان را با الهام از کاراوان آبی رنگی که در گوشه‌ی باغش بود، نوشت. رولد دال در سال ۱۹۹۰ در سن هفتادوچهار سالگی درگذشت.
دنی پسری پنج ساله است که پدر او مکانیک است و در کاراوانی زندگی می کنند ، او از زندگی راضی است و تنها مکانیک پنج ساله آن منطقه است و بعد ها در کار خود حرفه ای تر می شود ولی در یک پدر او به بیرون می رود نزدیک صبح بر می گردد و از آن زمان زندگی دنی تغییر می کند . او وارد دسیسه ای شده که خود مغز متفکر آن است و دنی سعی دارد پایش را از این دسیسه بیرون بکشد ....
نسخه صوتی این کتاب به زبان فارسی به گویندگی  هوتن شاطری پور و رضا الماسی انتشار یافته است . 